# Stephen Shore

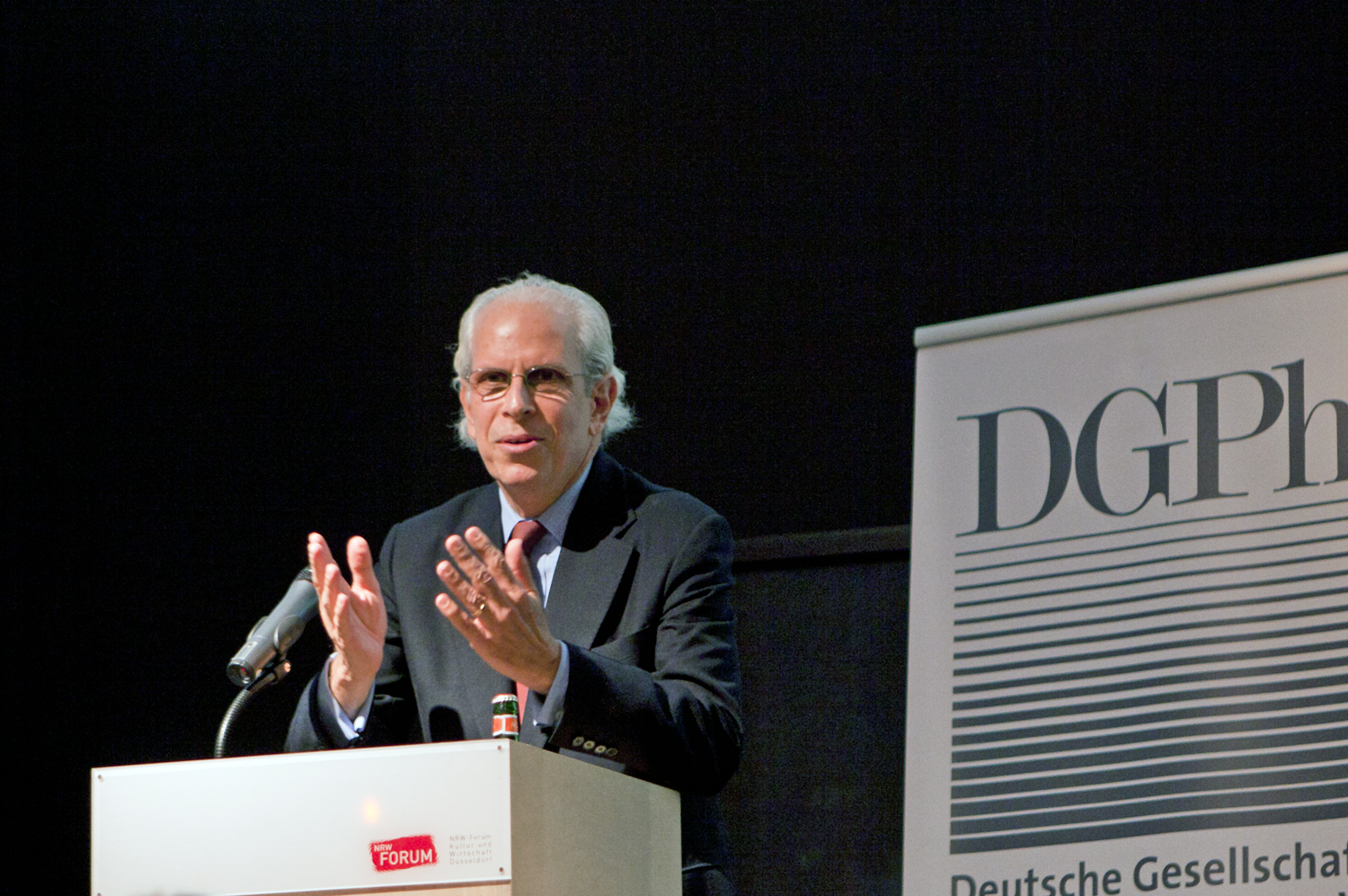
Stephen Shore, NRW-Forum Düsseldorf během děkovné řeči po získání Ceny za kulturu Německé fotografické společnosti, 11. září 2010

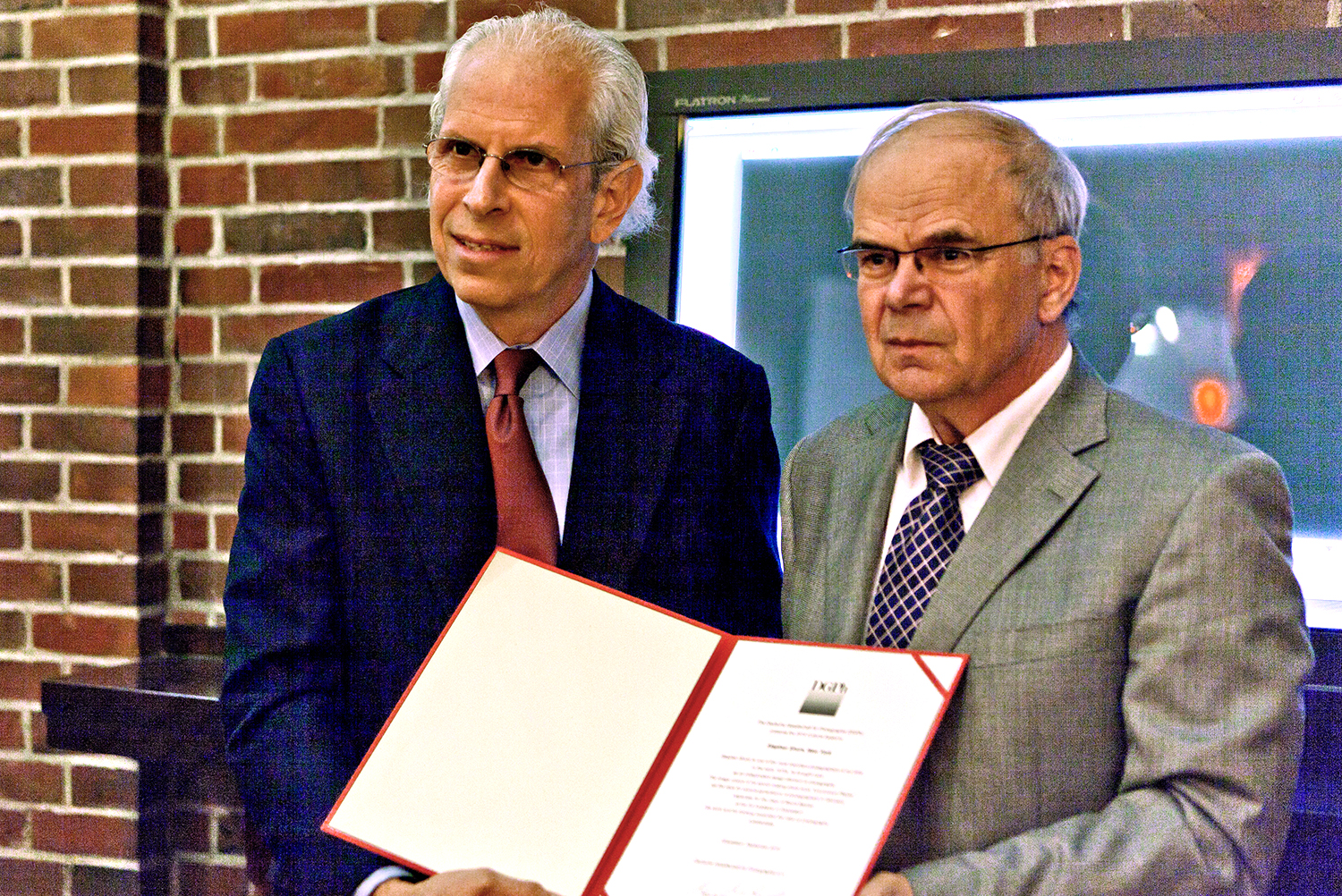
Stephen Shore NRW-Forum Düsseldorf během stejné akce, vpravo: Prof. Dr. Nickel

Stephen Shore (* 8. října 1947, New York City) je americký fotograf, který je pionýrem v používání barvy ve výtvarné fotografii. Specializuje se na snímání banálních scén a jednoduchých objektů.

## Život a dílo
Stephen Shore se zajímal o fotografování již od raného věku. Temnou komoru dostal již v šesti letech od svého strýce. O tři roky později začal používat 35mm kameru a vyvolával první barevné fotografie. V deseti dostal výtisk knihy American Photographs Walkera Evanse, která ho velmi ovlivnila. Jeho kariéra začala již v raném věku čtrnácti let, kdy ukázal svá díla Edwardu Steichenovi, kurátorovi fotografie instituce Museum of Modern Art (Moma). Steichen od něho koupil tři z jeho děl, čímž uznal Shoreho talent. V sedmnácti letech potkal Shore Andy Warhola a začal navštěvovat jeho ateliér Factory, Warhola portrétoval a s ním také mnoho kreativních lidí, kteří jej obklopovali. V roce 1971, ve 24 letech, se Shore stal teprve druhým žijícím fotografem, který měl samostatnou výstavu v newyorském Metropolitním muzeu umění.
Shore pak začal dělat takzvané výlety „on the road“ (na cestě), při kterých fotografoval americkou a kanadskou krajinu. V roce 1972 uskutečnil cestu z Manhattanu do Amarilla v Texasu, při které se projevil jeho zájem o barevnou fotografii. Zobrazoval ulice a města, kterými procházel barevně. Z techniky používal nejprve formát 35 mm, následně 4x5" a nakonec skončil u formátu 8x10". V roce 1974 získal finanční dotaci NEA, o rok později grant Guggenheimových. Tyto granty vyvrcholily barevnou výstavou v MoMA. V roce 1971 byl prvním žijícím fotografem, který měl výstavu v Metropolitan Museum of Art v New York City, a kde měl samostatnou výstavu barevných fotografií v roce 1976.
Na počátku sedmdesátých let se trojice fotografů Joel Meyerowitz, Stephen Shore a William Eggleston stala první skupinou mladých umělců, kteří začali používat barevný materiál nejen v reportážní, ale zároveň také ve výtvarné fotografii.
Jeho kniha Uncommon Places (Neobvyklá místa) z roku 1982 se stala biblí nové barevné fotografie, protože spolu s Williamem Egglestonem, ve své práci dokazoval, že barevnou fotografii, stejně jako malbu nebo fotografii černobílou, je možné považovat za umělecké dílo. Mnoho umělců, včetně Nan Goldinové, Andrease Gurského, Martina Parra, Joela Sternfelda nebo Thomase Strutha uznávají, že Shore měl zčásti vliv také na jejich práci.
Filip Gefter z Art & Auction napsal: Stephen Shore a William Eggleston, průkopníci barevné fotografie v sedmdesátých letech, si (ať již vědomě nebo ne) vypůjčili myšlenku od fotorealistů. Jejich fotografické interpretace amerických tradičních čerpacích stanic, konzumentů rychlého občerstvení nebo parkovacích automatů je předpovězeno již ve fotorealistické malbě, která dávno předcházela jejich obrázkům.
Shore vystavuje přibližně ve třístech galeriích; v New Yorku; Sprüth Magers v Kolíně nad Rýnem, Mnichově, Londýně; a galerii Rodolphe Janssen v Bruselu.
Shore od roku 1982 pracuje jako ředitel fotografického oddělení univerzity svobodného umění Bard College.

## Katalogy a monografie
- Uncommon Places
- Uncommon Places: 50 Unpublished Photographs
- Essex County
- The Gardens at Giverny
- Stephen Shore: Photographs 1973–1993
- The Velvet Years, Andy Warhol's Factory, 1965–1967
- Uncommon Places, the Complete Works
- American Surfaces
- Witness No.1
- The Nature of Photographs
- Stephen Shore
- A Road Trip Journal
- One Picture Book #43 Merced River 2007 publ: Nazraeli Press

## Samostatné výstavy
- 1971: Metropolitan Museum of Art, New York City.[5][6]
- 1972: Light Gallery, New York City. The first exhibition of his American Surfaces photographs.[1]
- 1976: Museum of Modern Art (MoMA), New York City.[7][10]
- 1978: Rencontres d'Arles, Arles, Francie.
- 2010: Rencontres d'Arles, Arles, Francie.
- 2012: Stephen Shore, Uncommon Places, Multimedia Art Museum, Moskva.[11]
- 2016: Stephen Shore. Retrospective, C/O Berlin, Berlín.[12]
- 2017–2018: Stephen Shore, Museum of Modern Art, New York City.[7][1][13][9]

## Ceny a ocenění
- 1974: National Endowment for the Arts Fellowship.[10]
- 1975: Guggenheim Fellowship od John Simon Guggenheim Memorial Foundation.[4]
- 2010: Royal Photographic Society Honorary Fellowship.[14]
- 2010: Cena za kulturu Německé fotografické společnosti.[15][16]